# John Fleck (Fußballspieler)
John Fleck (* 24. August 1991 in Glasgow, Schottland) ist ein schottischer Fußballspieler. Er spielt im zentralen Mittelfeld und ist seit 2024 für den englischen Verein FC Chesterfield aktiv.

## Karriere

### Verein
John Fleck galt als eines der größten Talente Schottlands. Zu seinem Debüt für die erste Mannschaft kam er am 23. Januar 2008, als er in einem schottischen Cupspiel eingewechselt wurde. Sein erster Einsatz in der Liga erfolgte am 22. Mai gegen Aberdeen. Nachdem er in den folgenden Jahren bei den Rangers nicht über die Rolle eines Ergänzungsspielers hinauskam, entschied er sich im Sommer 2012 den sich im Insolvenzverfahren befindlichen Verein zu verlassen und unterschrieb einen Vertrag beim englischen Drittligisten Coventry City.
Bei seinem neuen Verein etablierte sich John Fleck schnell als Stammspieler und verbrachte vier Spielzeiten in der drittklassigen EFL League One. Im Juli 2016 gab der Drittligist Sheffield United die Verpflichtung von John Fleck bekannt und stattete ihn mit einem Dreijahresvertrag aus. In der EFL League One 2016/17 gewann Fleck mit seinem neuen Team die Meisterschaft und sicherte sich damit den Aufstieg in die zweite Liga. Als Aufsteiger belegte Sheffield United in der EFL Championship 2017/18 einen guten zehnten Tabellenplatz und steigerte diese Leistung in der EFL Championship 2018/19 mit dem zweiten Tabellenrang der zum direkten Aufstieg in die höchste englische Spielklasse berechtigte. Der drei Spielzeiten als unumstrittener Stammspieler bei United agierende Fleck kam in der Premier League 2019/20 in 29 Ligaspielen zum Einsatz und erzielte dabei 5 Treffer. Nach einem guten neunten Platz in der ersten Saison, stieg Fleck mit seiner Mannschaft aus der Premier League 2020/21 als Tabellenletzter wieder in die zweite Liga ab. In der Spielzeit 2022/23 gelang der Wiederaufstieg in die Premier League.
Nach achteinhalb Jahren verließ er Sheffield Anfang Februar 2024 und wechselte zu den Blackburn Rovers.

### Nationalmannschaft
Am 10. Oktober 2019 debütierte John Fleck in der schottischen Nationalmannschaft bei einer 4:0-Auswärtsniederlage in Russland. Zur Fußball-Europameisterschaft 2021 wurde er in den schottischen Kader berufen, kam aber mit diesem nicht über die Gruppenphase hinaus und blieb ohne Einsatz im Turnier.

## Zusammenbruch auf dem Feld
Im Ligaspiel am 24. November 2021 gegen den FC Reading (1:0) brach Fleck in der 57. Minute, kurz nach dem Torerfolg seines Teamkollegen Jayden Bogle, bewusstlos zusammen. Er erlitt einen Herzstillstand. Nach Wiederbelebung und einer weiteren Behandlung durch die Ärzteteams beider Mannschaften konnte er wieder stehen. Dennoch wurde er mit Sauerstoffmaske, auf einer Trage liegend, vom Feld getragen.